# ヒスパニア・タラコネンシス
- ヒスパニア・タッラコネンシス

ヒスパニア・タラコネンシス属州の位置（125年頃のローマ帝国）

ヒスパニア・タラコネンシス（Hispania Tarraconensis）は、ローマ帝国の属州のひとつ。皇帝属州である。
現在のスペインの大半（バレンシア地方、ガリシア地方、カタルーニャ地方など）とポルトガル北部を含んだ地域に該当する。南方には現在のポルトガル南方に相当するルシタニア、現在ではアンダルシア地方と呼ばれるヒスパニア・バエティカと、北方には現在のフランス西部であるガリア・アクィタニアとガリア・ナルボネンシスが接している。

## 歴史

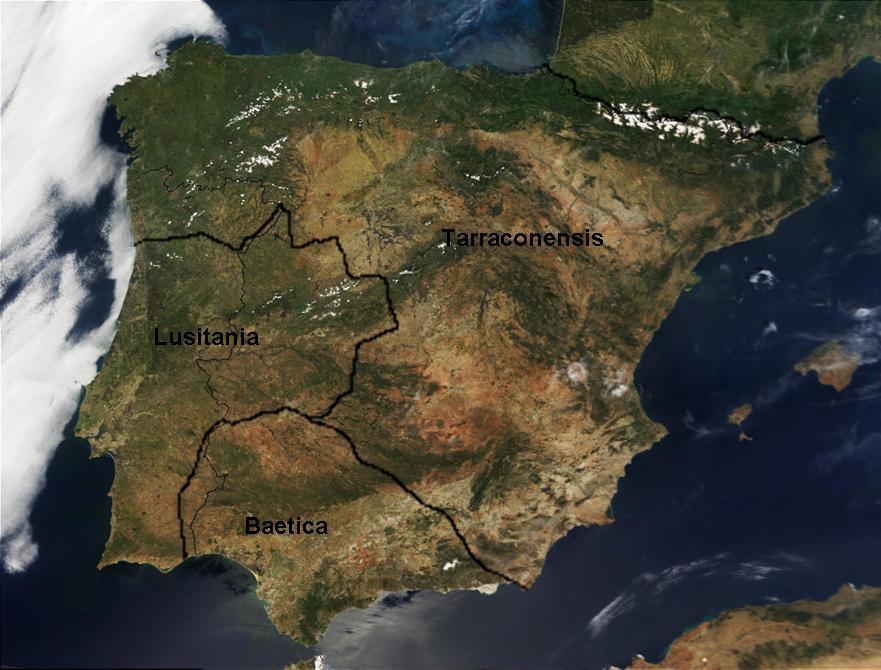
帝政初期

ローマがこの地に影響を持つ前は、先住民族のイベリア人の他に、紀元前8世紀から紀元前6世紀までの間にフェニキア人が地中海沿いの海岸地域に植民市を建設した。
ローマは紀元前2世紀頃、この地に影響力を持つようになる。当初はエブロ川以西には進出しないとカルタゴと協定を結んでいたが、第二次ポエニ戦争後になると主にイベリア半島の南部地方を支配下に置き、その後の共和政後期に南西部をヒスパニア・ウルテリオル、南東部をヒスパニア・キテリオルという名でローマの属州として付け加えられた。アウグストゥスの治世にイベリア半島をほぼ制圧、その後ローマ領再構築により、紀元前27年よりヒスパニア・タラコネンシスと名付けられ、属州都をタラコ（現：タラゴナ）へ設置した。
イベリア半島北部は当初ローマ領内ではなかったが、紀元前29年から紀元前19年にかけての現地のカンタブリ人による抵抗が制圧された後に、ローマに編入され、ヒスパニア・タラコネンシスの管轄に入った。
四皇帝の年と称された69年には、この地方を治めていた総督で元老院議員であったガルバが皇帝に擁立され、ローマ皇帝にほんの短期間就いた。

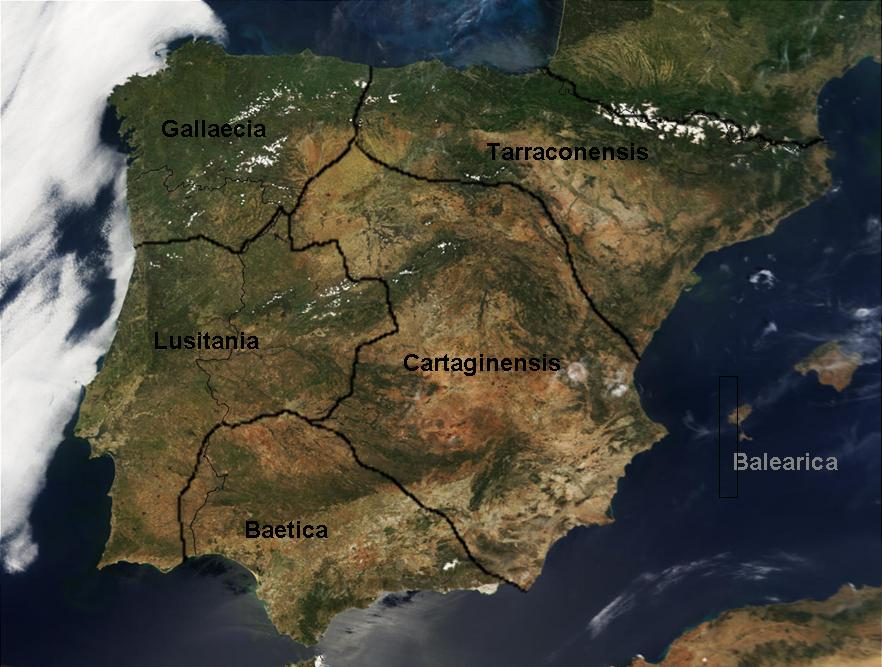
ディオクレティアヌス以降

ディオクレティアヌスの治世にはガッラエキア、ヒスパニア・カルタギネンシス、ヒスパニア・タラコネンシスと分割される。そして407年よりカンタブリ人、バスク人が反乱、その後西ゴート人がピレネー山脈を越えて西方より侵入、西ゴート王国領となった。